# Невяна Елмазова
Невяна Атанасова Елмазова е българска журналистка и общественичка.

## Биография
Родена е през 1895 г. във Враца. Учи в Юридическия факултет на Софийския университет. Активно участва в обществено-политическата дейност на Единния фронт и БЗНС. Сътрудничи на вестниците „Народно знаме“, „Земеделско възражение“, „Младежко знаме“, „Селянка“, „Земеделско знаме“, „Стожер“ и други. Умира през 1981 г.
Личният ѝ архив се съхранява във фонд 1454К в Централен държавен архив. Той се състои от 431 архивни единици от периода 1916 – 1975 г.